# مرکز ورزشی موراشا
مرکز ورزشی موراشا (انگلیسی: Morača Sports Center) ورزشگاهی واقع در پودگوریتسا، مونته نگرو است.